# SV Ehrang
Der Sportverein Ehrang 1910 e. V. ist ein Sportverein aus dem Trierer Stadtteil Ehrang.

## Geschichte
Er wurde am Fronleichnamstag 1910 in der Gaststätte Feller gegründet. Größter Erfolg der Fußballabteilung war der Gewinn der Rheinland-Meisterschaft in der Saison 1960/61. Aus der Leichtathletikabteilung errang 1949 und 1950 die 4-mal-100-Meter-Staffel die Rheinland-Meisterschaft.

## Fußball
Die Heimspielstätte des Vereins befindet sich seit 1971 auf dem Sportplatz auf der Heide im Karrenbachtal. Der Verein verfügt über vier Senioren- und eine Altherrenmannschaft. Seit der Saison 2010/11 spielte sie als SG Ehrang in der Kreisliga A Trier/ Saarburg. In der Saison 2023/2024 spielt die SG Ehrang in der Rheinlandliga (6. Liga).
Sportlicher Höhepunkt der Fußballabteilung waren die Spielzeiten in der Amateurliga Rheinland, der damals höchsten Amateurspielklasse (1959–62, 1966/67 und 1972/73). Den größten Vereinserfolg feierte man in der Saison 1960/61 mit dem Gewinn der Rheinlandmeisterschaft.
Ferner nehmen aus der Jugendabteilung der Fußballabteilung von der A-Jugend bis zu den Bambini zwölf Mannschaften am Wettbewerbsbetrieb teil.
Zudem existiert eine Frauenfußballabteilung mit einer Damenmannschaft und Teams in der B-, C-, D- und E-Jugend.
Die A-Jugend sowie die 1. Damenmannschaft spielen in der Saison 2017/2018 in der Rheinlandliga,

## Sportplätze
- ab 1923: Waldsportplatz auf der Heide im jetzigen Wohngebiet "Hintere Heide"
- ab 1927: Fußerwiese in Dorfnähe
- nach Kriegsende: Werkssportplatz Gelände der Glöcknerwerke
- ab 1940: Antzwiese
- ab 1940: Quinter Sportplatz Übergangslösung neben dem Quinter Viadukt[1]
- ab 1971: Sportplatz auf der Heide Karrenbachtal

## Tennis
Seit 1974 existiert zudem eine Tennisabteilung, die im Jahr 2009 über 107 Mitglieder verfügte. Für den Spielbetrieb waren in diesem Jahr drei Mannschaften (Jugend Gemischt U12, Damen, Herren 50) gemeldet.